# Форни (Тексас)
Форни (енгл. Forney) град је у америчкој савезној држави Тексас. По попису становништва из 2010. у њему је живело 14.661 становника.

## Демографија
Према попису становништва из 2010. у граду је живело 14.661 становника, што је 9.073 (162,4%) становника више него 2000. године.
| Група             | 2000.         | 2010.          |
| Белци             | 4.536 (81,2%) | 10.442 (71,2%) |
| Афроамериканци    | 413 (7,4%)    | 1.463 (10,0%)  |
| Азијати           | 11 (0,2%)     | 157 (1,1%)     |
| Хиспаноамериканци | 537 (9,6%)    | 2.342 (16,0%)  |
| Укупно            | 5.588         | 14.661         |